# Anthé
Anthé é uma comuna francesa na região administrativa da Nova Aquitânia, no departamento Lot-et-Garonne. Estende-se por uma área de 13,47 km². Em 2010 a comuna tinha 207 habitantes (densidade: 15,4 hab./km²).